# La Vision de la Croix
La Vision de la Croix est une fresque peinte entre 1520 et 1524 par les élèves de l'artiste italien de la Renaissance Raphaël après la mort de ce dernier en 1520. Elle se trouve dans la Chambre de Constantin, une des Chambres de Raphaël dans le palais du Vatican.
Le sujet est la vision de Constantin, au cours de laquelle il vit dans le ciel une croix accompagnée du message In hoc signo vinces, ici écrit en grec.

## Histoire

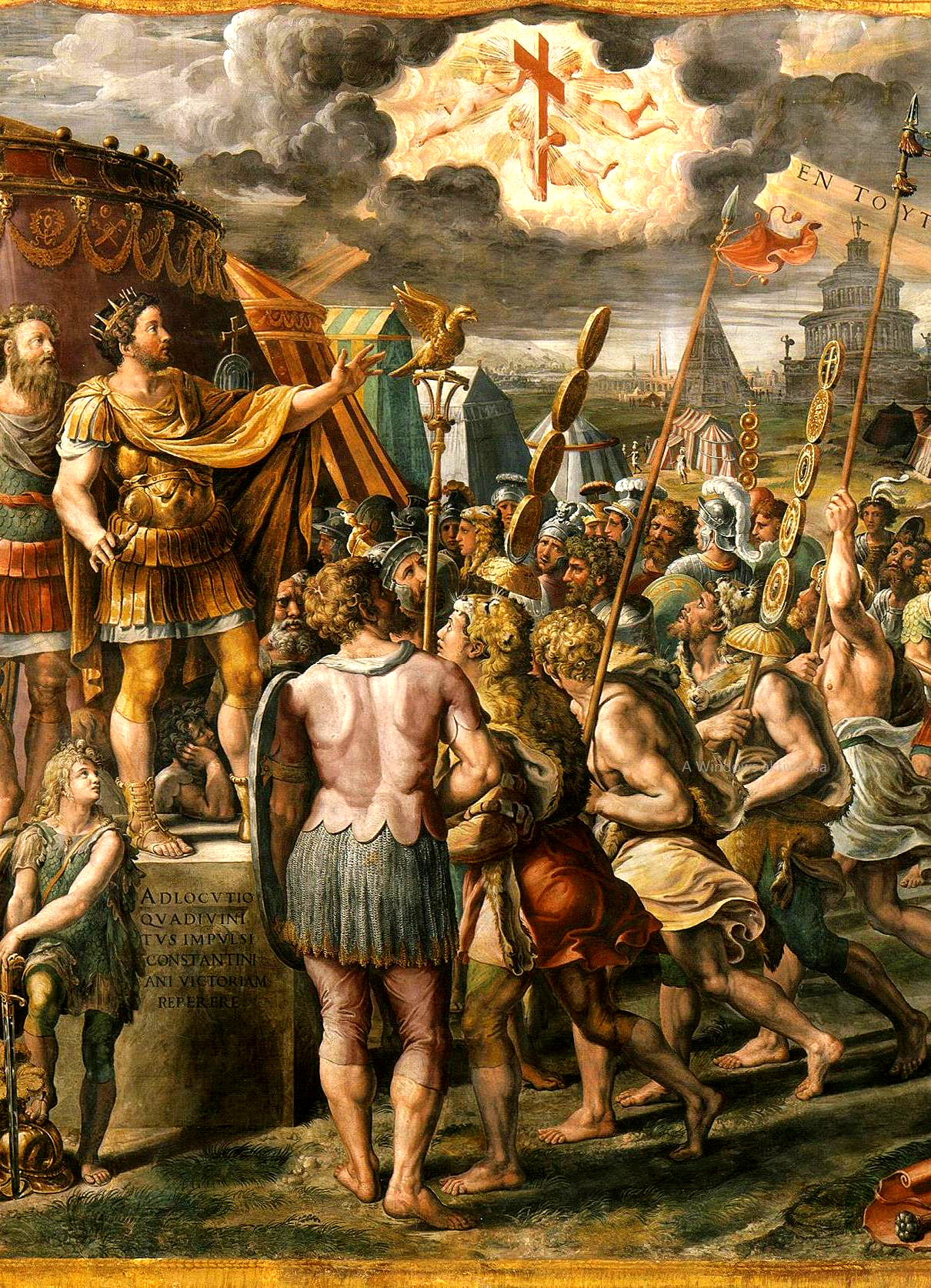
In hoc signo vinces.

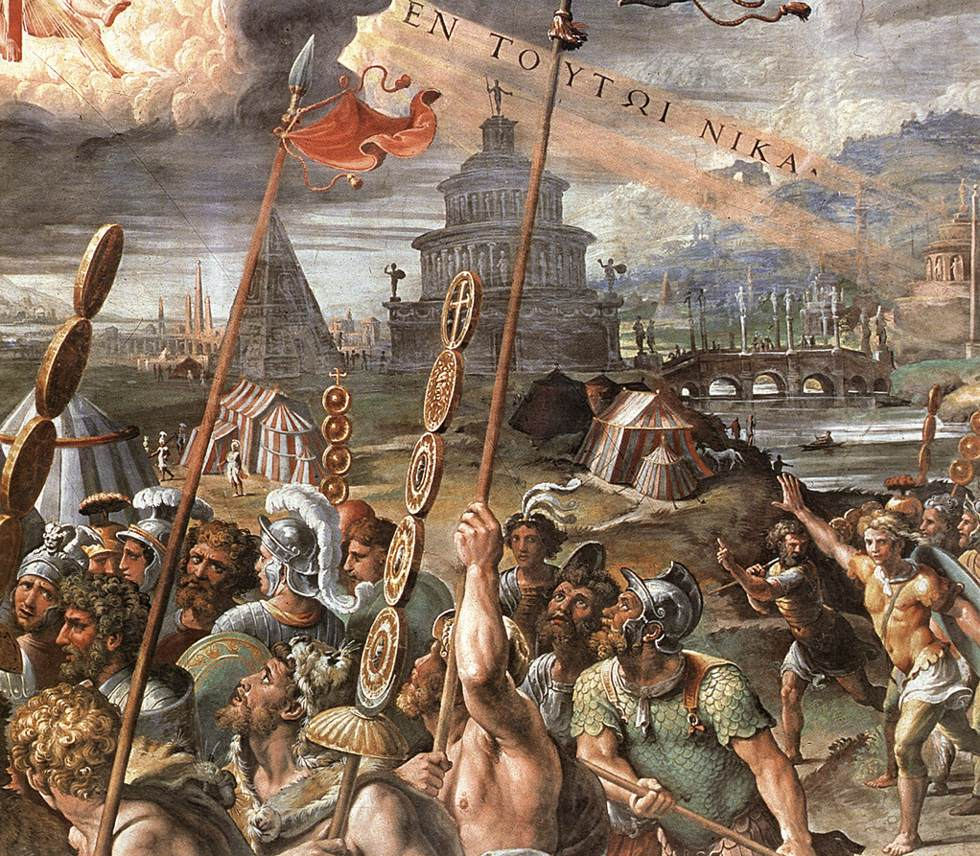
Détail.

La décoration de la Salle de Constantin, la dernière des Chambres de Raphaël, est commandée par Léon X en 1517. Raphaël, chargé de mille engagements, a juste eu le temps de réaliser les dessins préparatoires et d'entamer une sorte de frise pour le premier mur, avant de mourir subitement le 6 avril 1520. Le travail est ensuite poursuivi par ses élèves, parmi lesquels se distinguent surtout Jules Romain et Giovan Francesco Penni.
En 1524, à l'époque de Clément VII, la décoration doit déjà être terminée, lorsque Giulio Romano part pour Mantoue. Développant les thèmes de la Chambre d'Héliodore et de celle de l'Incendie de Borgo, la Salle de Constantin est dédiée à la victoire du christianisme sur le paganisme et à l'affirmation de la primauté de l'Église romaine, avec des références évidentes à la délicate situation contemporaine. Vasari attribue la Vision de la Croix à  Jules Romain, une position reprise par toutes les critiques ultérieures, avec peut-être des interventions de Raffaellino del Colle dans les parties les plus pauvres.

## Description
Le sujet du tableau est l'épisode que la tradition a transmis quant à la veille de la bataille du pont Milvius, Constantin eut la vision prémonitoire d'une croix dans le ciel et les mots « In hoc signo vinces ».
La scène s'inspire, dans la composition générale, des épisodes de  l'Adlocutio présents dans de nombreux reliefs de la Rome antique (comme sur la colonne Trajane ou sur l'arc de Constantin). Elle montre le commandant qui, depuis une mezzanine, harangue l'armée pour la pousser à la victoire. Sur le socle d'où Constantine parle, figure une l'inscription de clarification : « ADLOCUTIO QUA DIVINITATIS IMPULSI CONSTANTINIANI VICTORIAM REPERERE ». Dans le ciel, au centre, apparaît la croix soutenue par des anges et l'inscription en caractères grecs « EN TOYTΩI NIKA », c'est-à-dire « en cela tu gagnes ».
La vue en arrière-plan d'une Rome antique, reconstituée avec certains de ses monuments, dont la Meta Romuli à la forme pyramidale, le mausolée d'Auguste et celui d'Hadrien, un pont sur le Tibre et un haut mausolée (peut-être le Terebinthus Neronis), est intéressante. Le nain au premier plan à droite doit être le fou du cardinal Hippolyte de Médicis, un certain Gradasso Berettai.

## Source de traduction
- (it) Cet article est partiellement ou en totalité issu de l’article de Wikipédia en italien intitulé « Visione della croce » (voir la liste des auteurs).